# Czuczi Mihály
Czuczi Mihály (Kunszentmárton, 1950. január 25. –) magyar jogász, közgazdász, politikus, országgyűlési képviselő. A Beton- és Vasbetonipari Művek, a Szolnok Megyei Munkaügyi Központ jogi és igazgatási osztályvezetője. A Nyitott Tiszazugért Alapítvány kuratóriuma, az Élő Környezetünkért Kunszentmártoni Egyesület elnöke.

## Életpályája

### Iskolái
1973–1978 között a József Attila Tudományegyetem Jogtudományi Karának hallgatója volt. 1987–1991 között a Marx Károly Közgazdaságtudományi Egyetem illetve a Budapesti Közgazdaságtudományi Egyetem hallgatója volt.

### Pályafutása
Gépszerelőként az öcsödi TSZ-ben kezdett dolgozni, majd a TITÁSZ és a BVM után a Jász-Nagykun-Szolnok Megyei Munkaügyi Központ jogi osztályvezetőjeként tevékenykedett.

### Politikai pályafutása
1994-ben, 1998-ban, 2002-ben és 2006-ban országgyűlési képviselőjelölt volt. 1996–1998 között országgyűlési képviselő volt. 1997–1998 között A kábítószer-fogyasztás visszaszorítása érdekében létrehozott eseti bizottság, valamint a Foglalkoztatási és munkaügyi bizottság tagja volt. 1998–2014 között Kunszentmárton polgármestere volt. 1999–2003 között az országos tanács elnökségének tagja volt. 2000–2007 között, valamint 2008-tól Jász-Nagykun-Szolnok megyei elnöke. 2002-től a Jász-Nagykun-Szolnok Megyei Közgyűlés tagja.

## Családja
Szülei: Czuczi Mihály és Pugner Ilona voltak. 1973-ban házasságot kötött Kakuk Évával. Két gyermekük született: Éva (1974) és Ákos (1977).

## Díjai
- Magyar Arany Érdemkereszt (2004)
- A Magyar Érdemrend lovagkeresztje (2006)